# Guf
Guf er en dansk dokumentarfilm fra 2012 instrueret af Emil Næsby Hansen.

## Handling
Guf, en eneboer på 75 år, bor uden for samfundets ræs og orden. Hans hus er en gammel ombygget autobus, som ligger smukt i en mose, gemt væk fra omverdenen bag marker og skov. 